# Olsen Brothers
Olsen Brothers (Brødrene Olsen) — датский поп-рок-дуэт, победивший на конкурсе Евровидение в 2000 году.
В состав дуэта входят братья Йорген (дат. Jørgen, 15 марта 1950) и Нильс (дат. Niels, 13 апреля 1954) Ольсены. Свою первую группу The Kids они организовали в 1965 году. В том же году они выступали на «разогреве» у группы The Kinks во время её концерта в Копенгагене. В 1967 году вышел первый сингл дуэта. В 1971 году братья участвовали в постановке мюзикла «Волосы», с которым затем отправились на гастроли в Норвегию и Швецию. В 1972 году вышел первый альбом дуэта, выступавшего теперь под названием Olsen Brothers.
После победы на ежегодном национальном фестивале Dansk Melodi Grand Prix в 2000 году с песней «Fly on the Wings of Love» дуэт занимает первое место и на конкурсе «Евровидение». После победы только в Дании за один день было продано более 100 тысяч копий данного сингла. В 2005 году братья заняли второе место на фестивале Dansk Melodi Grand Prix с песней «Little Yellow Radio».
На конкурсе Congratulations, посвящённом 50-летнему юбилею конкурса песни «Евровидение», прошедшем в 2005 году, песня «Fly on the Wings of Love» заняла 6-е место среди лучших песен «Евровидения» за всю его историю.

## Дискография
- Olsen (1972)
- For What We Are (1973)
- For the Children of the World (1973)
- Back on the Tracks (1976)
- You’re the One (1977)
- San Francisco (1978)
- Dans — Dans — Dans (1979)
- Rockstalgi (1987)
- Det Stille Ocean (1990)
- Greatest and Latest (1994)
- Angelina (1999)
- Fly on the Wings of Love (2000)
- Neon Madonna (2001)
- Walk Right Back (2001)
- Songs (2002)
- Weil Nur Die Liebe Zählt (2003)
- More Songs (2003)
- Our New Songs (2005)